# Histoire du Kosovo

Kosovo (2024)

Cet article présente les faits saillants de l'histoire du Kosovo, un territoire au statut contesté situé en Europe du Sud dans les Balkans.
En 2024, la république du Kosovo, sur un territoire de 10 908 km2, est riche d'une population d'environ 1,8 million de Kosovares et Kosovars, parlant majoritairement albanais. L'évolution démographique récente reste faible, tributaire des guerres : 0,764 million en 1950, 1,022 en 1963, 2 en 1992, 2,2 en1997.

## Synthèse chronologique
- Durant, l'Antiquité, le Kosovo fait partie de l’empire romain puis du royaume d’Illyrie ;
- Du XIe au XIVe siècle, le Kosovo fait partie des principautés puis de l'Empire serbes ;
- Du XVe au XXe siècle, le Kosovo fait partie de l’Empire ottoman ;
- De 1918 à 1941, le Kosovo fait partie du royaume de Yougoslavie ;
- De 1941 à 1945, le Kosovo est rattaché à la république d'Albanie sous occupation italienne ;
- De 1945 à 1989, le Kosovo est une province autonome de la république socialiste de Serbie, au sein de la république fédérative socialiste de Yougoslavie ;
- De 1989 à 1999 : suppression de l’autonomie du Kosovo par Slobodan Milošević puis conflit avec l'UCK suivi des bombardements de l'OTAN ;
- De 1999 à 2008 : administration de la MINUK ;
- 17 février 2008, déclaration unilatérale d'indépendance ;
- En 2009, le Kosovo est reconnu par 63 pays ;
- 1er décembre 2009 : début du procès à la Cour internationale de justice sur l'indépendance du Kosovo ;
- 11 décembre 2009 : fin du procès sur l'indépendance du Kosovo. Verdict en 2010 ;
- 3 avril 2010 : 65 pays reconnaissent l'indépendance du Kosovo ;
- 22 juillet 2010 : verdict de la Cour internationale de justice reconnaissant comme légale la déclaration d'indépendance du Kosovo.

## La période illyrienne et la conquête romaine
Les Illyriens apparaissent au XXe siècle av. J.-C., à une époque charnière entre l’âge du bronze et l’âge du fer. Ils constituent un royaume englobant une grande partie de la région balkanique. Les Illyriens étaient divisés en plusieurs clans : les Taulantes, Ardianes, Dardaniens, Dalmates, Penestes, Kaones, Thesprotes, etc. L'actuel Kosovo se trouvait alors essentiellement compris dans la région peuplée par les Dardaniens qui vivaient aussi dans une partie de l’actuelle Albanie du nord, du sud de la Serbie et du nord de la Macédoine jusqu’aux environs de Scupi (actuelle Skopje).
On a fait le lien entre l'albanais et l'illyrien il y a assez longtemps : dès 1709 Leibniz appelle l'albanais « la langue des anciens Illyriens ». D'autres partisans de cette théorie sont G. Meyer, qui déclara « Appeler les Albanais les nouveaux Illyriens est aussi juste que d'appeler les Grecs actuels "Grecs modernes" ». Les Illyriens, et plus précisément les Dardaniens, seraient alors les ancêtres des Albanais vivant aujourd'hui au Kosovo.
Après la conquête romaine, survenue aux alentours de -28, les Dardaniens sont progressivement romanisés et l’ancienne colonie grecque de Naissus (devenue l'actuel Niš par le passage ou l'influence de sa transformation phonétique du proto-albanais "Nish" , selon la majorité des linguistes spécialistes), située en Dardanie orientale, devient un carrefour stratégique de la province romaine de Mésie supérieure. Elle est même la ville natale de l’empereur Constantin qui fera de la Dardanie une province romaine à part entière en 284.
La chute de l’Empire romain marque le début de nombreuses invasions barbares dans la péninsule balkanique, qui touchèrent aussi bien la Dardanie que les autres régions des Balkans. Dès le Ve siècle, des tribus slaves déferlent en masse, parvenant à s’implanter jusqu’en Thessalie, et ce dans l'ensemble des Balkans, certaines tribus étant même allées jusque dans le Péloponnèse. En cette même période, les Avars s’installent dans la contrée et asservissent certaines tribus slaves, notamment en Pannonie. Les tribus slaves forment alors de puissantes alliances, les Sklavinies, qui, alliées aux Avars, vont être le fléau de l’Empire byzantin pendant près de deux siècles. Les anciennes provinces romaines sont dévastées et la province de Dardanie, dont faisait partie l’actuel Kosovo, n’y échappe pas.

## Intégration à la Serbie: duXIesiècleauXIVesiècle

Situation des Balkans en 1265.

À la fin du XIe siècle, Vukan, le joupan (župan en serbe) de Rascie, alors l’État serbe le plus puissant des Balkans, agrandit les frontières de son pays vers le sud, en conquérant la majeure partie de l’actuel Kosovo, n’échouant que devant Lipljan car confronté à de forts contingents byzantins. La Rascie, y compris ses terres méridionales, passe de nouveau sous domination byzantine après le décès de Vukan en 1115.
À la fin du XIIe siècle, la dynastie serbe des Nemanjić parvient à étendre considérablement la Serbie vers les terres slaves du sud. Ils décident donc de déplacer le centre de gravité du royaume de Serbie vers le Kosovo.

### Développement de l'Église serbe
À cette époque, sous l'impulsion de saint Sava, l'Église orthodoxe serbe devient autocéphale. Durant le règne du roi Milutin, de nombreux édifices destinés à la vie spirituelle du peuple serbe (églises et monastères) sont édifiés en Rascie, en particulier au Kosovo. En 1233, la ville de Peć en Métochie est choisie pour devenir le siège du premier archevêché serbe (sous la juridiction de Constantinople) fondé par Saint Sava qui en devient le premier archevêque.
En 1346, l'archevêché se transforme en patriarcat autonome et Peć devient ainsi le siège de l’Église orthodoxe serbe. À leur apogée, au XIVe siècle, ces terres sont les plus riches et les plus densément peuplées de tous les Balkans. Le sous-sol, très riche sur le plan minier, est très vite exploité et contribue au développement de la région. Les plus importantes traces historiques et culturelles de cette période sont les monastères de Gracanica et de Bogorodica Ljeviska, le patriarcat de Peć, Visoki Decani (récemment ajouté au patrimoine mondial de l'UNESCO), ainsi que les ruines des villes médiévales de Novo Brdo, Zvecan et Dusanov Grad (ville du tsar Dušan).

### Rivalités et conflits entre les princes serbes

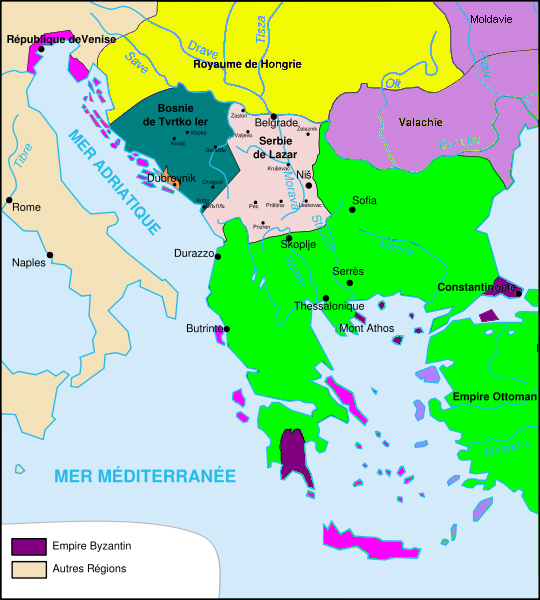
Les Balkans à la fin du règne du prince Lazar (1329-1389).

À la mort de Dušan en 1355, la Serbie entre dans une période d'instabilité. Le fils de Dušan, Uroš, est jeune et faible et se trouve très vite dominé par des seigneurs plus puissants qui n'hésitent pas à faire sombrer la Serbie dans la guerre civile afin d’assouvir leurs ambitions. La majeure partie du Kosovo se trouve alors sous la domination du prince serbe Vuk Branković. Le 26 septembre 1371, un affrontement décisif oppose les Ottomans à l’armée de Jovan Uglješa, seigneur d’un petit fief au sud de la Serbie, et celle de son frère, le roi Vukašin Mrnjavčević, cosouverain de Serbie avec l’empereur Uroš. Ce jour-là, bien que supérieure en nombre, l’armée serbe est vaincue par les forces ottomanes de Lala Sahin Pacha et d’Evrenos Bey à la bataille de la Maritsa, au cours de laquelle Uglješa et Vukašin sont tués. Les Ottomans n’ont alors aucun mal à décimer l’armée serbe, s’ouvrant par la même occasion la porte des Balkans. Immédiatement affectée par la défaite serbe, Byzance est obligée de reconnaître la souveraineté ottomane.
Le dernier prince de la dynastie des Nemanjić, Stefan Uroš, meurt de mort naturelle en décembre 1371. Peu de temps après, Djuradj Balšić, descendant d’une lignée serbo-albanaise et prince de Zeta, s’empare de Prizren, tandis que Vuk Branković étend ses possessions territoriales jusqu’à Skoplje (actuelle Skopje). Seul véritable héritier du trône de Serbie, le fils de Vukašin, Marko Mrnjavčević, connu dans la tradition populaire sous le nom de Marko Kraljević, ne possède plus qu’une petite bande de territoire au sud de la Macédoine avec Prilep pour centre. À la suite d’une combinaison de manœuvres diplomatiques, d’actions militaires et d’alliances familiales stratégiques, le prince serbe Lazar Hrebeljanović, éduqué à la cour de l’empereur Uroš à Prizren, devient le dirigeant serbe le plus puissant, ne reconnaissant qu’une autorité toute relative au ban Tvrtko Ier de Bosnie, qui s’autoproclame « roi Stefan des Serbes et de Bosnie » après son couronnement en 1377, selon le rite orthodoxe, au monastère serbe de Miliševa.
À cette époque, associé aux territoires du prince Lazar, le pays de Vuk Brankovič, englobant la majeure partie de l’actuel Kosovo, devient prospère. La mine de Trepča se maintient aisément tandis que Novo Brdo, située dans le fief des Hrebeljanović, devient plus importante que la vieille ville impériale de Prizren. D’anciens marchés se transforment également en villes prospères comme Prishtina, Vučitrn ou encore Peć. Prizren, incorporée aux terres des Branković à la suite d’un recul des Balšić, en lutte avec les Ottomans, frappe même sa propre monnaie.

### Bataille de Kosovo Polje
Le sultan Mourad Ier, fort de ses nombreuses conquêtes sur les anciens domaines byzantins, décide de lancer une offensive contre les pays balkaniques au printemps 1389, accompagné de ses fils Jakub et Bayezid. De l’autre côté, le prince Lazar Hrebeljanović parvient à réunir une puissante armée en ralliant ses alliés Vuk Branković, Djuradj II Balšić, Stefan Musić, les troupes du voïvode Vlatko Vuković de Hum et des troupes bosniaques dépêchées par le roi de Bosnie Tvrtko Ier comprenant divers nobles éminents de son royaume. À cette alliance s’ajoutent également de nombreux Albanais, Valaques et Bulgares. Les Hongrois, ayant cessé les hostilités avec Lazar Hrebeljanović peu de temps auparavant, ne prennent pas part à la bataille.

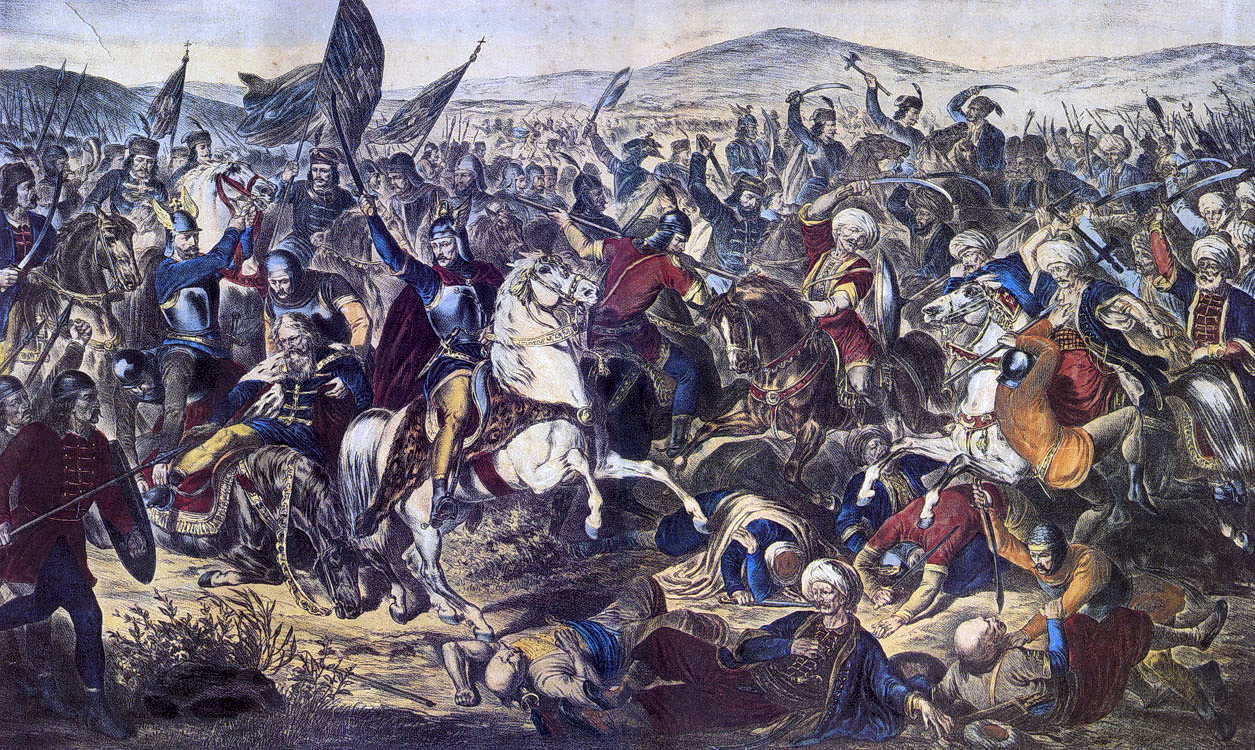
Illustration de la bataille de Kosovo Polje.

L’année 1389 marque un grand tournant dans l’histoire du Kosovo et de la Serbie. C’est en effet l'année de la bataille de Kosovo Polje, mieux connue en français par son expression traduite : « Bataille du champ des merles ». L’armée ottomane, en supériorité numérique, utilise des chameaux liés entre eux par des chaînes pour briser les formations adverses. Cette bataille s’inscrit dans une politique d’extension territoriale ottomane : dès le milieu du XIVe siècle, les Ottomans obtiennent des Byzantins une tête de pont en Europe (péninsule de Gallipoli), puis se frayent en quelques décennies un chemin jusqu'au cœur des Balkans. Bien que les Serbes et leurs alliés grecs et bulgares aient perdu la grande bataille sur la rivière de la Maritsa, en 1371, c’est la bataille de Kosovo Polje qui resta la plus célèbre dans les mémoires. Cette bataille, dont la légende raconte que tellement de sang avait coulé que la terre ne pouvait pas l’absorber, acquerra par la suite une dimension mythique dans la conscience nationale serbe. Au cours de la bataille, le sultan Mourad Ier est tué, selon les poèmes épiques serbes par le plus puissant guerrier du prince Lazar, Miloš Obilić. Le décès de son chef engendre des remous importants au sein de l’armée ottomane. Bayezid fait alors exécuter son frère Jakub. Vaincus, les restes de l’armée serbe se replient, tandis que Lazar et de nombreux nobles serbes sont faits prisonniers et mis à mort. De tous les chefs serbes, seuls Vuk Branković et le voïvode Vlatko Vuković survivent à la bataille.
La défaite des Serbes ouvre la porte des Balkans aux Ottomans et la Serbie, n’étant plus en mesure de se défendre, est menacée par les Turcs et les Hongrois. Progressivement, les princes serbes acceptent un à un de devenir vassaux du nouveau sultan Bayezid Ier. Vuk Branković, dont le prestige prend de l’ampleur, est obligé de conclure un accord de vassalité avec le sultan, à la suite de la prise de Skoplje par les Ottomans en 1392, bien qu’il ne cesse de s’opposer à eux. Il finit par être fait prisonnier et meurt en prison le 6 octobre 1397. La majeure partie de ses terres – une portion significative de l'actuel Kosovo – est alors prise par Stefan Lazarević, allié des Ottomans. La Serbie devient un despotat sous suzeraineté ottomane dont le chef porte le titre de despote. Le reste de la Serbie tombe aux mains des Ottomans après la chute de Smederevo en 1459.

### Interprétation serbe de la bataille de Kosovo Polje
Cette bataille a fait l’objet de nombreux mythes dans la tradition serbe, mythe politico-religieux suivant lequel le prince Lazar, à la veille de la bataille, aurait choisi le royaume des cieux de préférence au royaume terrestre, ce qui expliquerait sa mort héroïque et la réputation de sainteté qu’on lui a attribuée ; mythe de la trahison du prince Vuk Branković qui expliquerait la défaite et que beaucoup d’historiens serbes considèrent aujourd’hui comme issue de la propagande pro-lazarienne de Milica, la femme du prince Lazar, et de son fils Stefan Lazarević du fait de la rivalité existant entre celui-ci et Vuk Branković ; mythes entourant divers héros, dont certains seraient des personnages fictifs tels Gojko Mrnjavčević (qui serait le frère de Vukašin et d'Uglješa), Strahinja (qui pourrait être en réalité Djuradj II Balšić, prince serbe de Zeta) ou encore Miloš Obilić (qui, hormis dans les poèmes épiques serbes, n'est mentionné qu'au XVIIe siècle par l'historien italien Mauro Orbini).
Ces mythes proviennent essentiellement de la période qui suivit la bataille de 1389, ayant probablement pour source l'entourage de Lazar, notamment sa femme Milica et sa cour. Au fil des siècles, ces poèmes sont préservés par la tradition populaire et par l'Église orthodoxe serbe. Au XIXe siècle, la renaissance nationale serbe passe par une exaltation autour de l’histoire de la Serbie médiévale, allant de la dynastie des Nemanjić à la bataille de Kosovo Polje. Le Kosovo, en tant qu’ancien centre politico-religieux de la Serbie médiévale à son apogée est alors considéré comme le « berceau de la nation serbe ». Divers poèmes épiques sont retranscrits dans l’œuvre magistrale de Vuk Stefanović Karadžić, principal réformateur de la langue serbe moderne.
Sous le nom de Vidovdan, le « jour de la saint Guy », les Serbes commémorent le 28 juin cette bataille en raison des 13 jours d'écart entre le calendrier julien réformé que suit encore l'Église orthodoxe serbe et le calendrier grégorien. Le 28 juin constitue une date symbolique puisque c’est aussi le jour de l’attentat de Sarajevo en 1914, du Traité de Versailles en 1919, de la première constitution yougoslave en 1921, de la rupture de Tito avec le régime de Joseph Staline en 1948, du voyage de François Mitterrand à Sarajevo en 1992 et du transfert de Slobodan Milošević à La Haye en 2001.

## La période ottomane, duXVesiècleauXXesiècle
Au début du XVe siècle, après avoir aidé les Ottomans au cours de plusieurs batailles, Stefan Lazarević n’a plus l’obligation de participer aux campagnes du sultan ottoman occupé par des conflits avec ses propres frères en Asie mineure. Lazarević a alors l’ambition de restaurer le royaume serbe et parvient à chasser les autorités ottomanes locales de certaines régions. Cependant, son frère et rival Vuk finit par s’allier aux Ottomans qui, soutenant également les Branković, provoquent un conflit près de Prishtina, en 1409, qui aboutit à un partage des terres entre les deux frères Lazarević et les Branković. Vuk Lazarević reçoit des terres méridionales en Serbie, comprenant une partie du Kosovo, et reconnaît la suzeraineté du sultan de même que les Branković, dirigeants également d’une partie du Kosovo. Stefan Lazarević récupère toutefois les terres de son frère en 1411 après que Vuk Lazarević et Lazar Branković ont été exécutés par le nouveau sultan Musa, fils de Bayezid, en lutte avec son frère Soliman.
Sous le règne du sultan Mourad II, le despotat de Serbie, allié du féodal albanais Gjergj Kastriot Skanderbeg qui verrouille l’Europe aux armées ottomanes, connaît une période d’accalmie. Le renouveau de la société serbe se traduit par un essor économique et artistique notable. Les premières décennies du XVe siècle voient l’apparition du « style moravien » dont la beauté architecturale et artistique se trouve retranscrite dans les fresques de certains monastères. Novo Brdo devient extrêmement prospère, décrite par certains comme « une ville argentée », et rapporte au despote Stefan Lazarević un revenu de 120 000 à 200 000 ducats par an. La mine de Trepča est toujours en activité et le despote fait publier en 1412 un Code des mines et une Loi de Novo Brdo. La législation minière y est établie et transposée du droit minier apporté par les Saxons.
En septembre 1448, une armée de croisés et de mercenaires venus de Hongrie, de Pologne, de Valachie, de Bohême et d’Allemagne, commandée par le chevalier hongrois Jean Hunyadi (János Hunyadi en hongrois et Iancu de Hunedoara en roumain), traverse la Serbie et parvient jusqu’au Kosovo. Une grande bataille s’y engage du 17 au 19 octobre 1448, entre les croisés et l’armée du sultan Mourad II au cours de laquelle les croisés subissent un terrible revers. En 1451, un nouveau sultan prend le pouvoir : Mehmed II dit le Conquérant. Il anéantit les derniers restes de l’Empire byzantin en 1453 et s’attaque à la Serbie en 1454. La région des Branković sombre la même année, notamment les villes de Prizren et Pristina. Les terres de l’actuel Kosovo sont alors entièrement contrôlées par les Ottomans. Par la suite, le Kosovo reste au sein de l’Empire ottoman jusqu’en 1912.

### Islamisation progressive
L’État ottoman repose solidement sur les fondements de l’islam, fondements qui couvrent toutes les formes de la vie sociale. Les chrétiens et les juifs y ont le statut de dhimmis qui leur assure la protection du sultan et la libre pratique de leurs rites religieux en contrepartie du versement d’un impôt, le kharâj, qui se substitue à l’aumône que versent les musulmans. Beaucoup plus dur est le système du devchirmé, consistant en l’enlèvement d’enfants des familles chrétiennes pour les élever dans l'islam et en faire soit des janissaires, soit de hauts responsables de l’Empire. Dans les faits, les non-musulmans sont ainsi isolés dans leurs cercles religieux respectifs et sont pratiquement coupés de toute vie sociale. Ces conditions vont être la source d’une islamisation progressive des chrétiens de l'Empire, dont les habitants du Kosovo, Serbes orthodoxes comme Albanais catholiques. Bien qu’elle reste faible dans cette partie de l'Empire, la conversion à l’islam des habitants du Kosovo commence assez rapidement. Concernant les Serbes, il s’y ajoute un sentiment d’abandon de la part de l’Église orthodoxe que la suppression du patriarcat de Peć n’arrange pas. L’islamisation touche aussi bien la petite noblesse désireuse de conserver ses possessions que les haïdouks ou les régions pauvres, où il arrive que des villages entiers se convertissent afin de ne plus payer le kharâj et autres charges. La propagation de l’islam est aussi le fait de certains groupes de derviches et de l’implantation sur les territoires de Macédoine, du Kosovo et de Métochie d’immigrés musulmans venus d’Asie mineure et devenus Turcs par la suite. L’islamisation des orthodoxes touche plus particulièrement les endroits où les Albanais musulmans sont les plus nombreux, là où les familles orthodoxes se retrouvent minoritaires. Parmi les Serbes et les Albanais catholiques qui n’acceptent pas la conversion à l’islam, certains parviennent à trouver des notables albanais leur accordant le statut de kmet (serf), statut leur garantissant la protection de leurs propriétés. L’islamisation prend toutefois de l’ampleur dans la seconde moitié du XVIIIe siècle du fait des persécutions menées par les unités albanaises musulmanes contre les catholiques après l’échec des insurrections.
- Guerres ottomanes en Europe

### Enjeu entre Vienne et Constantinople
En 1557, le sultan décide d’accorder à l’Église serbe la restauration du patriarcat de Peć. Il est influencé en cela par le grand vizir Sokollu Mehmet Pacha, Serbe converti à l’islam et originaire du village de Sokolovići en Bosnie orientale. C’est d’ailleurs le propre cousin du grand vizir, Makarije Sokolović, qui est nommé patriarche. Cet événement marque le début d’une période d’accalmie pour les Serbes de l’empire, en particulier ceux du Kosovo. Cependant, alors que l’empire des Habsbourg est en guerre avec l’Empire ottoman, les Autrichiens prennent des mesures pour favoriser la création d’une zone militaire tampon entre les deux territoires. Vienne est alors confrontée à un important problème démographique : une grande partie des terres croates limitrophes de l’Empire ottoman ont été désertées sous la pression turque. Celles-ci sont alors placées par les Autrichiens sous une juridiction spéciale, celle des confins militaires (Vojna Krajina ou Krajina) et de nombreux groupes de réfugiés serbes ainsi que quelques milliers de Valaques et d’Albanais, traversent la frontière par vagues successives pour s’installer en Krajina, les vagues les plus importantes se situant au cours des années 1530, à la fin du XVIe siècle et lors de la « Longue guerre » austro-ottomane de 1593-1606. Ils sont essentiellement originaires du Kosovo, du Monténégro et de Bosnie et disposent dans l’Empire autrichien de privilèges plus importants que dans l’Empire ottoman. Ils sont toutefois tenus de prendre les armes en cas d’invasion ottomane mais conservent la liberté de pratiquer leur religion et sont exemptés des impôts dus aux féodaux et cléricaux croates.
Après l’échec du second siège de Vienne, en septembre 1683, l’Empire ottoman reflue face aux Autrichiens qui, avec l’aide des Serbes et de tribus albanaises catholiques, traversent le Kosovo en 1689 et parviennent jusqu’à Skoplje en Macédoine. Mais, mieux organisée, l’armée ottomane commence à infliger de sévères défaites aux Autrichiens dès le début de 1690, notamment à la bataille de Kačanik. C'est alors que l’empereur autrichien Léopold Ier décide d’inviter les chrétiens des Balkans à fuir les persécutions ottomanes pour s’installer dans les confins militaires, leur octroyant alors certains privilèges dont le premier, le manifeste invitatoire, est énoncé le 6 avril 1690. Le patriarche de l’Église orthodoxe serbe, Arsenije III Crnojević, décide ainsi de conduire son peuple dans une « grande migration » au cours de laquelle environ 60 000 Serbes du Kosovo, de milieux sociaux très disparates, prennent la route du nord, emportant ce qu’ils peuvent avec eux. La plupart s’arrêtent en route et les plus résistants parviennent en Slavonie et en Hongrie du sud, dans ce qui deviendra la Voïvodine. Les migrations touchent également dans une moindre mesure les Albanais catholiques dont quelques centaines de membres des clans Hoti, Kelmendi, Kastrati et Shkreli avaient combattu aux côtés des Autrichiens et des Serbes. Certains d’entre eux fuient vers les montagnes du Monténégro et d’Albanie du nord, d’autres accompagnent les Serbes qui s’exilent, d’autres encore vont s’installer jusqu’en Dalmatie vénitienne, plus précisément dans la région de Zadar. L’islamisation touche alors massivement les Albanais et, dans une moindre mesure, les Serbes restés au Kosovo, et soumis à la vengeance terrible des Ottomans.

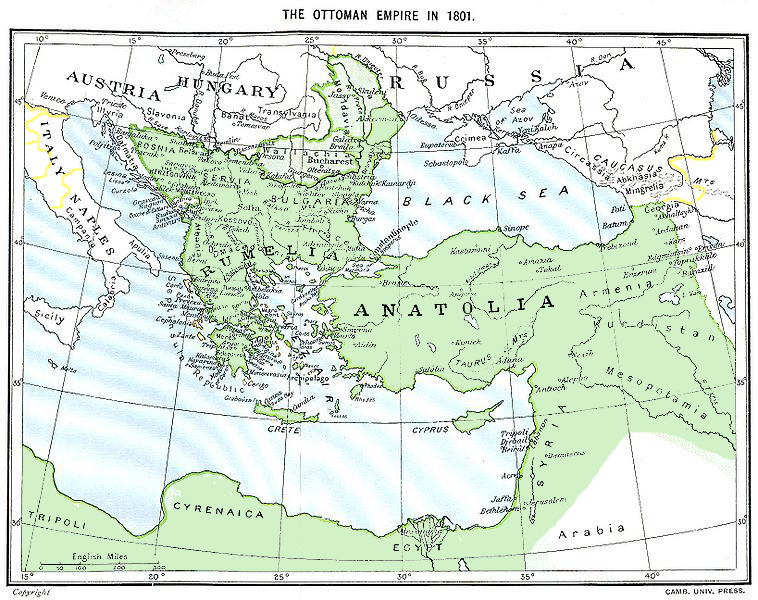
Extension de l’Empire ottoman en 1801.

Durant la guerre austro-turque de 1737-1739, une nouvelle insurrection de quelque 10 000 Serbes du Kosovo, aidés par certaines tribus albanaises catholiques et des tribus monténégrines voisines, aboutit à nouvelle migration des Serbes en 1739 sous la conduite du patriarche Arsenije IV Jovanović-Sakabenta. Ce second exode touche également les Albanais catholiques s’étant battus aux côtés des Autrichiens, notamment ceux des tribus Kelmendi, Gruda et Hoti. La majorité d’entre eux s’installe en Voïvodine. Après la création d'une Serbie autonome, au début du XIXe siècle, les Serbes émigrent plus régulièrement vers le nord, du fait de l’importante répression mise en œuvre par l’Empire ottoman.

### Fin du féodalisme
L’invasion de l’Empire ottoman met fin également au système féodal qui régnait encore dans cette région. Les Ottomans, connaissant à cette époque une expansion culturelle sans précédent, transforment le pays au moyen d’une structure sociale et administrative beaucoup plus développée. Les villes s’urbanisent et des ponts et des routes sont créés. Des écoles sont ouvertes et la gestion du pays s’améliore. C’est sans doute l'événement qui a permis à cette région de basculer dans l’époque moderne en laissant derrière elle des siècles de féodalisme. Dans ce contexte, l'Église orthodoxe se veut la garante de l’identité serbe et continue de faire vivre dans la conscience populaire collective serbe le souvenir de l’État médiéval et de son système féodal.

### Extension de la Serbie

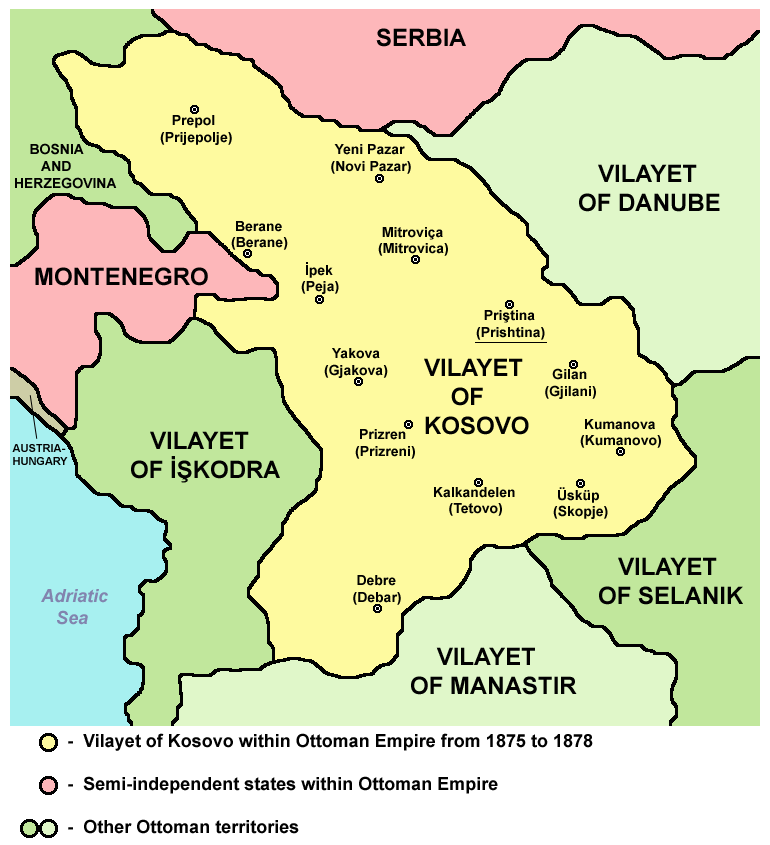
Vilayet du Kosovo dans l'Empire ottoman entre 1875 et 1878.

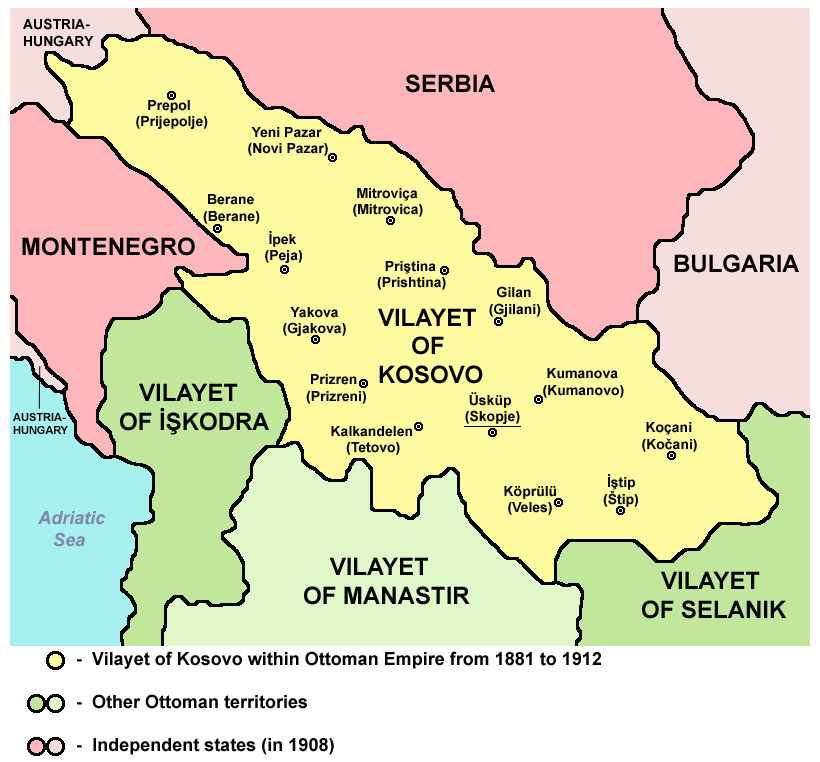
Vilayet du Kosovo dans l'Empire ottoman entre 1881 et 1912.

En 1844, le ministre serbe de l’intérieur élabore un manifeste qui prévoit la libération et le rassemblement de tous les Slaves du sud dans un même État placé sous la direction des Serbes. En 1861, la Serbie, qui est toujours théoriquement vassale de l’Empire ottoman, organise sa propre armée et son propre système éducatif. En 1875, des troubles éclatent en Bosnie-Herzégovine, celle-ci voulant déclarer son indépendance. La Serbie et le Monténégro déclarent alors la guerre à l'Empire ottoman mais, rapidement débordés, ils demandent l’aide de la Russie qui lance une vaste offensive sur un autre front, forçant les Ottomans à se déclarer vaincus et reconnaître l’indépendance de la Serbie mais aussi de la Bulgarie, du Monténégro et de la Roumanie par le traité de San Stefano.
À l’hiver 1878, le congrès de Berlin accorde officiellement l’indépendance à la Serbie ou, plus exactement lui accorde les terres au nord du Kosovo. Quant au Kosovo, il reste dans l'Empire ottoman. Ayant étendu les frontières du nouvel État serbe aux régions de Niš, Pirot, Toplica et Vranje, plusieurs milliers d'Albanais, les Muhaxheri (réfugiés) habitant la région de Toplica près de Niš, sont chassés vers le Kosovo resté sous domination ottomane.

### Guerres balkaniques
- Guerres balkaniques

En 1912, les États balkaniques nouvellement affranchis de l’occupation ottomane décident d’unir leurs forces afin de libérer les terres restant sous contrôle ottoman. Soutenus par la Russie, ils repoussent les Ottomans aux portes de Constantinople. Tragiquement, une nouvelle guerre a lieu en 1913 et oppose cette fois les anciens alliés : la deuxième guerre balkanique. À l’origine d’un désaccord sur le partage des précédentes conquêtes, cette guerre se solde par la victoire de la Serbie. Réunie à Londres, le 17 décembre 1912, la Conférence des ambassadeurs refuse à la Serbie, sous pression de l’Autriche-Hongrie, l’accès à la mer qu’elle convoitait par la vallée du Drin (Drim en serbe), mais, sous pression française et russe, lui octroie le Kosovo et la Macédoine. Une partie de la Métochie, dont le patriarcat de Peć, est attribuée au Monténégro.

## Le Kosovo dans le royaume de Yougoslavie (1918-1941)
Le 1er décembre 1918 naît le royaume des Serbes, Croates et Slovènes, État qui se veut rassembler tous les Slaves du sud en son sein comme l’avaient imaginé certains intellectuels serbes et croates des XVIIIe et XIXe siècles. Le nouveau royaume regroupe les régions balkaniques slaves anciennement contrôlées par l’Empire austro-hongrois (Slovénie, Croatie, Bosnie-Herzégovine et Voïvodine serbe) ainsi que l’État serbe indépendant et le Monténégro qui s'était réunifié à la Serbie quelque temps auparavant.
Le roi serbe, Alexandre Ier, abolit les régions historiques et redessine les frontières intérieures en banovinas nommées d’après les rivières. Le royaume est remplacé en 1929 par le royaume de Yougoslavie. De nombreux politiciens sont emprisonnés ou assignés à résidence sous surveillance policière, notamment les communistes et autonomistes croates, albanais du Kosovo et bulgares de Macédoine. La dictature du roi de Serbie ne fait qu’amplifier les tensions nationalistes. Le Kosovo, après avoir été conquis par l’armée serbe, est incorporé au royaume et formellement rattaché au nouvel État. Le monarque, tout en matant la résistance des Kaçaks, Albanais qui résistent à cette reconquête, et des Comitadjis de Macédoine, entreprend de « désalbaniser » la région en encourageant les Albanais à partir et en y favorisant la réinstallation de familles serbes et monténégrines. Cette politique marquée par des accords avec la Turquie, est théorisée notamment par Vaso Cubrilovic (sr) dans le mémoire du 7 mars 1939. D'autres sont emprisonnés. Le roi est assassiné à Marseille en 1934 par Vlado Černozemski (né Veličko Dimitrov Kerin), membre de l’Organisation révolutionnaire intérieure macédonienne. Le prince héritier âgé de 11 ans, Pierre II de Yougoslavie, lui succède sous la régence du prince Paul. Ce dernier signe une alliance avec les nazis et les fascistes le 25 mars 1941 à Vienne. Mais cette décision affaiblit la popularité du régent dans une opinion publique favorables aux Alliés. Des manifestations ont lieu à Belgrade et le général Dušan Simović prend le pouvoir, arrêtant la délégation de Vienne, exilant le prince Paul et met fin à la régence, donnant le pouvoir absolu au roi Pierre II favorable aux Alliés. Adolf Hitler attaque la Yougoslavie le 6 avril 1941 et enchaîne par l’invasion de la Grèce qui tenait les Italiens en échec depuis six mois en Albanie.

## Seconde Guerre mondiale: le Kosovo dans l’Albanie italienne

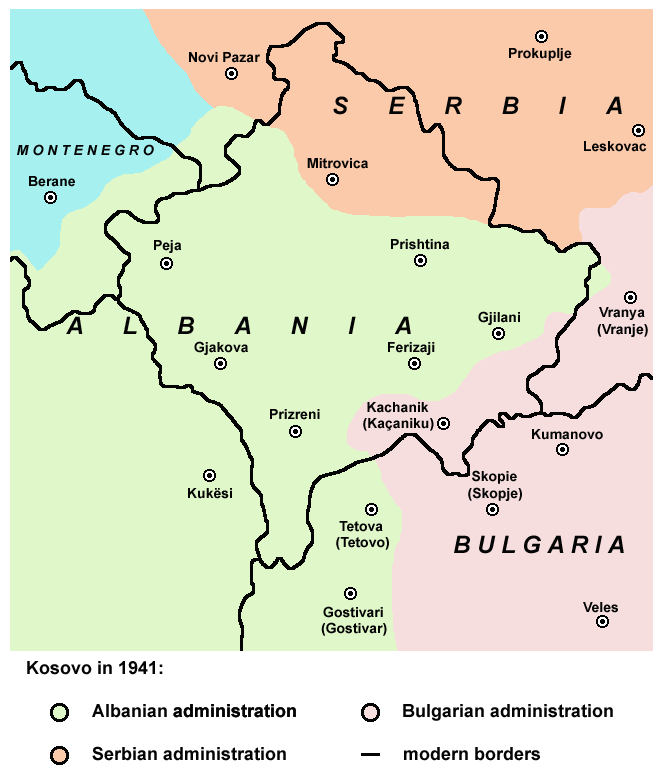
Le Kosovo en 1941.

La Slovénie est annexée par le Troisième Reich, les Oustachis (nationalistes croates) obtiennent d'Adolf Hitler la création de l'État indépendant de Croatie englobant les territoires appartenant aujourd’hui à la Croatie, la Bosnie-Herzégovine et une partie de la Serbie. La Voïvodine est rattachée au royaume de Hongrie et la Macédoine est annexée par le royaume de Bulgarie. Le Kosovo, la Métochie et une partie du Monténégro se voient inclus dans l'Albanie sous contrôle de l’Italie fasciste. Ce qui reste de la Yougoslavie, c'est-à-dire la Serbie, est placé sous l’autorité du gouvernement collaborateur de Milan Nedić directement contrôlé par l’Allemagne. Une résistance royaliste, les Tchetniks, s’organise autour de Draža Mihailović, royaliste serbe surnommé le « général des Balkans ». Cette armée est essentiellement composée de Serbes, les autres peuples ne faisant plus confiance au roi du fait de l’alliance royale avec les nazis et du souvenir de la dictature du roi Alexandre Ier répressif envers les Croates, Bosniaques, Albanais et Bulgares. Parallèlement, les partisans communistes se développent sous la direction du croate Tito. Cette résistance ne faisant aucune distinction entre les ethnies, les peuples, les croyances et non croyances et obtient la confiance de la grande majorité des peuples slaves mais également celle du peuple albanais. Cette « résistance yougoslave » portera le slogan « mort au fascisme, la liberté aux peuples ». Même si les Alliés misent d’abord sur Mihajlović, fidèle au gouvernement royaliste exilé à Londres, cette division a pour conséquence que c’est Tito qui bénéficiera de la confiance des Alliés après les conférences de Téhéran et de Yalta. En 1944-1945, la résistance de Tito libère les territoires occupés. En novembre 1945, la monarchie est officiellement abolie, le pays devenant la république fédérative socialiste de Yougoslavie.

## Le Kosovo dans la Yougoslavie communiste

Province autonome du Kosovo rattachée à la république socialiste de Serbie membre de la république fédérative socialiste de Yougoslavie (1974-1990).

Tito reconnaît à la conférence de Bujan le « droit des Albanais à l'autodétermination ». Cependant, après que Tito a rompu ses relations avec Joseph Staline, le 28 juin 1948, le parti communiste albanais sous la direction d’Enver Hoxha prend le parti de Staline. La frontière du Kosovo avec l’Albanie est alors fermée.
En 1968, l’Université de Pristina est fondée. La constitution yougoslave est amendée en vue d’accorder plus de contenu à l’autonomie de Kosovo, autonomie formellement déclarée en 1945. Cet effort culmine avec la constitution de février 1974 où la république de Serbie perd tout droit de regard sur les affaires internes du Kosovo : celui-ci est directement représenté dans les instances fédérales, « à égalité de droit » des républiques et des provinces autonomes ainsi que des peuples et des nationalités. En pratique, le Kosovo a tous les droits d’une république mais il demeure juridiquement nominalement rattaché à la république de Serbie. Par ailleurs, un impôt spécial « Kosovo » est levé dans tout le reste de la Yougoslavie afin de financer le développement de cette province. Certains Albanais du Kosovo demandent que le Kosovo soit une république à part entière alors que certains Serbes se plaignent de cette indépendance, affirmant qu’elle lèse les droits de la Serbie et l’empêche de protéger la minorité serbe qui s’y trouve menacée.
Tito meurt en mai 1980 et certains diront par la suite que la Yougoslavie s’est éteinte avec lui. Cela libère en effet progressivement les revendications nationalistes de tous les peuples. En mars 1981, des manifestations d’Albanais réclamant le statut de république tournent à l’émeute : la répression Serbe fait des dizaines de morts et des centaines de blessés du côté albanais. Le nationalisme serbe s’illustre surtout en septembre 1986 quand apparaît un mémorandum attribué à l’Académie serbe des sciences et des arts : celui-ci met en cause l’ordre constitutionnel yougoslave qu’il affirme être anti-serbe. C’est la théorie du peuple serbe victime de l’histoire.
Slobodan Milošević, devenu deuxième homme du parti communiste yougoslave, met en œuvre deux coups de force dans les provinces autonomes et républiques liées à la Serbie : « Révolution des yaourts » en 1988 en Voïvodine et « Révolution antibureaucratique » au Monténégro en janvier 1989. Puis, il décide de supprimer l’autonomie constitutionnelle du Kosovo en mars 1989. Il dissout le parlement et le gouvernement du Kosovo et interdit l’emploi de la langue albanaise dans l’enseignement et les médias. Le 24 septembre 1987, il déclare à la huitième session ou plénum : « Personne ne se mettra sur le chemin de nos réformes. » Juridiquement, la suppression de l’autonomie est illégale car ce n’est pas seulement la constitution du Kosovo et de la Serbie qui sont en question mais surtout la constitution fédérale de Yougoslavie. Cette dernière définit clairement l’autonomie du Kosovo et les conditions de son appartenance à l’ensemble yougoslave. En outre, en violant la constitution fédérale, cette annexion de l’une des huit entités constitutives par une autre entité détruit juridiquement la fédération : « le droit de chacune étant la condition de l’adhésion de toutes, elle les déliait toutes de leurs obligations envers l’ensemble, légitimant l’exercice de leur souveraineté, que la constitution même affirmait, dans le sens de l’indépendance. » C’est ce que les Slovènes font immédiatement remarquer et que les Kosovars revendiqueront par la suite.

## Le Kosovo dans la Serbie de Slobodan Milošević
- République fédérative socialiste de Yougoslavie

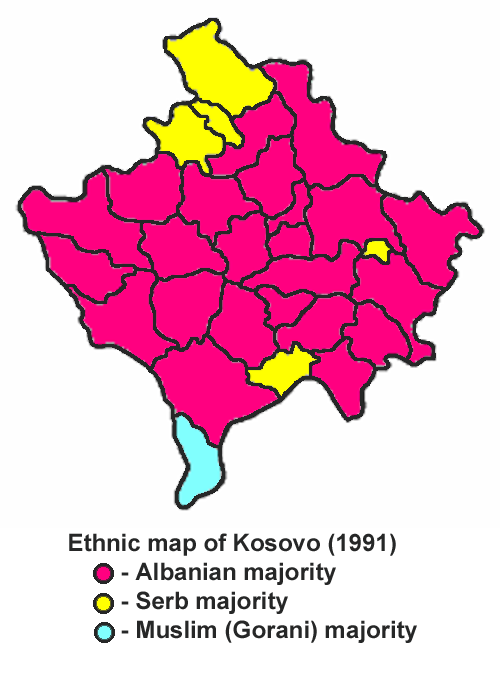
Répartition ethnique en 1991.

Des chefs politiques albanais s’organisent en conséquence contre la suppression d’autonomie du Kosovo. Le 2 juillet 1990, une majorité des députés chassés du parlement publient une « déclaration constitutionnelle » faisant du Kosovo une république. Puis, après le référendum des mois de septembre et octobre 1991, l’indépendance du Kosovo est proclamée. Ibrahim Rugova met sur pied une société parallèle au Kosovo : il remporte des élections clandestines et devient président de la république du Kosovo.
La commission Badinter, chargée d’examiner les demandes de reconnaissance pour les entités de l’ex-Yougoslavie, refuse d’examiner la demande du Kosovo. La république du Kosovo n’est pas reconnue comme telle par la communauté internationale. Par contre, la république fédérale de Yougoslavie, créée par Milošević en avril 1992 et à laquelle il annexe le Kosovo, est progressivement reconnue à partir de 1996. Sa présence à la signature des accords de Dayton vaut d’ailleurs déjà comme une reconnaissance implicite. Cette reconnaissance internationale inclut celle des frontières et donc l’appartenance du Kosovo au nouvel État. Même si cela n’a jamais été expressément édicté. Trois ans plus tard, les pays de l’OTAN se jugent cependant contraints de « violer » cette souveraineté qu’ils venaient implicitement de reconnaître.

## Le Kosovo sous l'administration des Nations unies

### Guerre du Kosovo

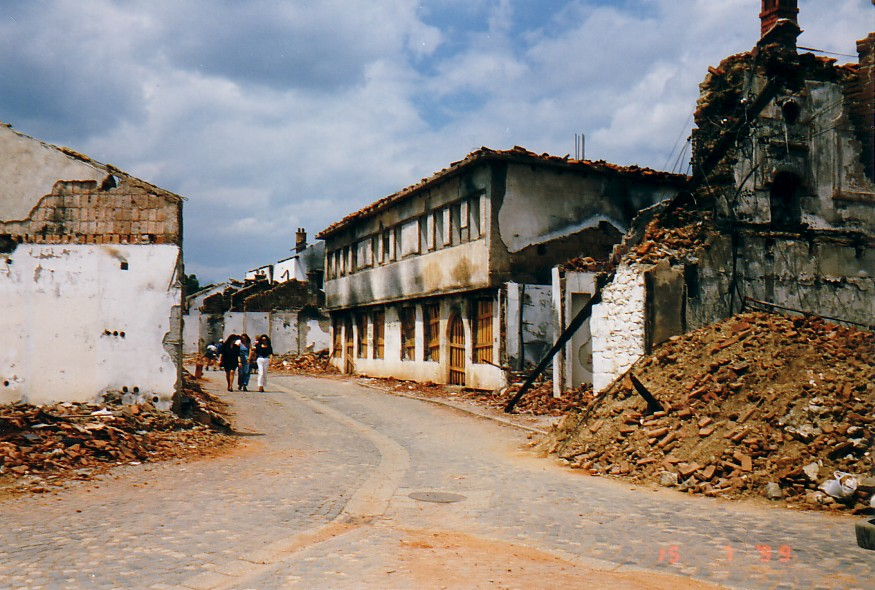
Village kosovar incendié.

Déçus par l’indifférence de la communauté internationale, certains Albanais rejettent l’autorité de Rugova.
Un gouvernement en exil dirigé par Bujar Bukoshi affirme diriger des Forces armées de la république du Kosovo (FARK ou Forcat e Armatosura të Republikës së Kosovës). En 1997, l’Armée de libération du Kosovo connue sous son sigle UÇK (en albanais Ushtria Çlirimtare e Kosovës et en serbe Oslobodilačka Vojska Kosova) profite du pillage des arsenaux en Albanie pour s’équiper et entreprendre une campagne de guérilla : elle revendique plusieurs attentats contre l’armée et la police serbes. En réponse à ces actions, et surtout pour neutraliser son opposition par une nouvelle guerre, Milošević massacre en février et mars 1998 les familles de guérilleros présumés, provoquant une insurrection massive. Après leur expérience en Croatie puis en Bosnie-Herzégovine et craignant une extension du conflit à la Macédoine, les pays occidentaux décident de réagir. Finalement, entre le 24 mars 1999 et le 10 juin 1999, l’OTAN procède à des frappes aériennes sur la Serbie (Opération Allied Force) et contraint Milošević à se retirer du Kosovo. A la fin de la guerre, on estime à plus d'un million de réfugiés Albanais du Kosovo ayant fui vers l’Albanie, la Macédoine et le Monténégro. On estime à 10 000 ceux qui ont été tués. La région passe sous l’administration des Nations unies en vertu de la résolution 1244 du Conseil de sécurité en date du 10 juin 1999. Près d’un million de Kosovars reviennent progressivement sur leurs terres.

### Discussions sur le statut du Kosovo
De 1999 à 2008, le statut final du Kosovo est indéterminé, ce qui paralyse son développement politique et contribue à une situation sociale tendue. En droit international, la résolution 1244, tout en affirmant le caractère provisoire de ce statut, reconnaît de jure son appartenance à la république fédérale de Yougoslavie, c'est-à-dire l’union de la Serbie et du Monténégro instituée par Slobodan Milošević en avril 1992 et remplacée en février 2003 par la Serbie-et-Monténégro à la suite de l’accord de Belgrade. Le Monténégro est devenu indépendant le 6 juin 2006.

Principales nationalités en Yougoslavie en 2008.

À la suite du vote de la résolution 1244 du conseil de sécurité qui autorisait l'établissement d'une autorité « administrative internationale civile », Bernard Kouchner est nommé Haut représentant de l'ONU de juillet 1999 à janvier 2001 chargé de l'administration du Kosovo. Il dirige l'assistance humanitaire, l'administration civile, l'économie, et l'élaboration d'institutions démocratiques. Lors de l'adoption de l'Euro en tant que monnaie fiduciaire le 1er janvier 2002, le Kosovo, largement subventionné par les subsides européennes, devient ipso-facto intégré à la zone euro. L'euro remplace le dinar serbe en tant que monnaie d'échange.

#### Plan Ahtisaari

Carte de répartition ethnique au Kosovo en 2005.

Le 2 novembre 2005, l’ancien président finlandais Martti Ahtisaari est mandaté par l’ONU afin de superviser les négociations entre le gouvernement serbe et le gouvernement kosovar sur le statut final du Kosovo. Après le décès du président Ibrahim Rugova, figure emblématique du mouvement indépendantiste albanais, le 21 janvier 2006, des pourparlers entre le gouvernement du Kosovo, la diplomatie européenne et le gouvernement serbe prennent place à Vienne entre mars 2006 et mars 2007. Le 28 octobre 2006, alors que les négociations n’aboutissent pas, le parlement serbe soumet une nouvelle constitution aux citoyens de Serbie (incluant les provinces autonomes de Voïvodine et du Kosovo). Le « oui » est donné gagnant avec 53,44 % des voix.
Le 26 mars 2007, Ahtisaari soumet ses propositions sur le statut final du Kosovo au Conseil de sécurité des Nations unies. Il prévoit d’accorder au Kosovo le statut d’État indépendant, possédant ses propres symboles, sa constitution et son armée, sous le contrôle de la communauté internationale. Les États-Unis et l’Union européenne (UE) apportent leur soutien au plan tandis que la Serbie y est fermement opposée, l’indépendance du Kosovo constituant la perte d’environ 15 % de son territoire. En outre, le Kosovo est considéré par beaucoup en Serbie comme le « berceau du peuple serbe », un symbole de son identité et de son histoire. La Russie, estimant nécessaire de trouver un compromis entre les positions serbe et albanaise, menace d’utiliser son droit de veto à l'ONU si une résolution visant l’indépendance était votée. Selon la Russie, une éventuelle indépendance du Kosovo, étant non conforme au principe de l’intégrité territoriale des États souverains consacré par l’Acte d'Helsinki et à la résolution 1244 de l'ONU sur le Kosovo, ouvrirait un précédent dangereux pour d’autres provinces sécessionnistes de l’Europe, tout particulièrement la Transnistrie, l’Ossétie du Sud-Alanie et l’Abkhazie pro-russes dont le statut est actuellement « gelé ».
Les Albanais musulmans (90 % de la population) refusant autre chose que l’indépendance alors que les Serbes orthodoxes (5 % de la population aujourd'hui mais 8 % avant que plus de 200 000 personnes aient été contraints de quitter la province) sont prêts à donner tout sauf l’indépendance, il y a un statu quo qui ne satisfait personne et notamment pas les Européens qui ont des troupes sur place. Les autres minorités (5 % en tout) sont partagées sur la question. Elles sont constituées de Roms, Ashkali (Tziganes de langue albanaise), Égyptiens (ethnie dont se réclame une petite frange de la population tzigane et qui serait venue d’Égypte au Moyen Âge), Monténégrins, Turcs, Bosniaques et Gorans (musulmans du mont Šar parlant un dialecte serbe proche du macédonien) qui seraient apparentés aux Torbes de Macédoine et aux Pomaks de Bulgarie.

#### Négociations entre puissances
La Russie prône la poursuite du dialogue entre Belgrade et Prishtina pour que les intérêts des deux parties soient respectés. Le 10 mai 2007, à l’occasion de la première visite d’un président américain au Kosovo, George W. Bush refuse un « dialogue sans fin » sur la région et, en pleine crise des relations avec la Russie, menace de passer outre à l’opposition de celle-ci pour établir l’indépendance de la province serbe à majorité albanaise. Si Américains et Européens, favorables à l’indépendance du Kosovo, ne parviennent pas rapidement à un accord avec les Russes et les Serbes, qui y sont hostiles, « vous devez dire : ça suffit, le Kosovo est indépendant » déclare le président au cours d’une conférence de presse conjointe avec le premier ministre albanais Sali Berisha à Tirana. S’il apparaît qu’un terrain d’entente ne peut être trouvé « dans un délai relativement rapide, nous devons déposer [au Conseil de sécurité de l’ONU] la résolution » conduisant le Kosovo à une quasi-indépendance. « C’est ce que date-butoir veut dire » affirme George W. Bush. De son côté, Moscou déclare que le plan de règlement au Kosovo doit être acceptable aussi bien pour Belgrade que pour Prishtina. Au cours de l’entretien qu'il a le 9 mai 2007 avec le premier ministre serbe Vojislav Koštunica, le président russe Vladimir Poutine déclare que la mise en place du plan retirant à un membre de l’ONU 15 % de son territoire est contraire à la Charte des Nations unies. La Russie juge prématuré de définir le statut de la province sans tenir compte de la position du gouvernement serbe et de tous les groupes ethniques du Kosovo. Lors d’une réunion dans le cadre du récent sommet du G8, le président russe souligne que les règles appliquées à de tels conflits devaient être universelles et que la prise de position de la Russie reposait sur le droit international et les résolutions appropriées du Conseil de sécurité de l’ONU. En l’absence d’accord de Moscou, nécessaire pour faire passer aux Nations unies une résolution visant l’indépendance du Kosovo, les États-Unis cherchent à convaincre leurs partenaires européens de reconnaître une indépendance proclamée de manière unilatérale par les Albanais du Kosovo. Cependant, les représentants de l’UE se sont montrés réticents jusqu’ici à cette solution.
À la suite de la rencontre Bush-Poutine à Kennebunkport, dans la résidence d’été de la famille Bush située au bord de la mer dans le Maine (nord-est des États-Unis), au cours de laquelle le président américain ne parvient pas à convaincre son homologue russe de céder sur cette question, les diplomates s’attendent à ce que soit le partage du Kosovo soit vite défini, une boîte de Pandore qui pourrait toutefois réveiller les volontés de partage de la Bosnie-Herzégovine. Le 17 novembre 2007, le Kosovo vote lors d’élections générales en vue d’un nouveau parlement dont la majorité albanophone attend qu’il proclame l’indépendance que la Serbie refuse. Le lendemain, Hashim Thaçi, chef du Parti démocratique du Kosovo, remporte les élections législatives et annonce la proclamation de l’indépendance aux alentours du 10 décembre. Le 3 décembre, la troïka des médiateurs internationaux aux négociations sur le Kosovo constate dans son rapport que Belgrade et Prishtina n’ont pas pu parvenir à un consensus sur le statut de la province selon Wolfgang Ischinger, diplomate allemand représentant l’UE au sein de la troïka. Cependant, les dirigeants serbes et kosovars promettent de ne pas user de la violence dans la solution du problème de la province. Après l’échec des négociations entre Serbes et Kosovars, il faut désormais « organiser une transition ordonnée » du Kosovo vers l’indépendance estime le 13 décembre le porte-parole français de l’Élysée David Martinon. "Le fait est que le Kosovo et la Serbie ne feront plus jamais un", déclare également la cheffe de la diplomatie américaine dans une interview au quotidien USA Today dont le texte a été publié par le département d'État des États-Unis.

### Proclamation de l’indépendance

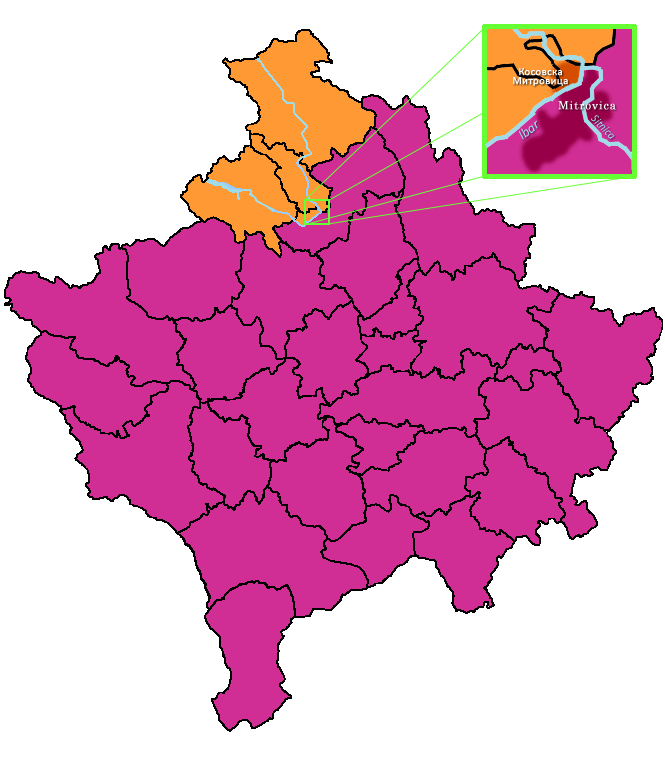
Carte des municipalités kosovares, avec le Kosovo du Nord en orange. La rivière Ibar divise la ville de Kosovska Mitrovica.

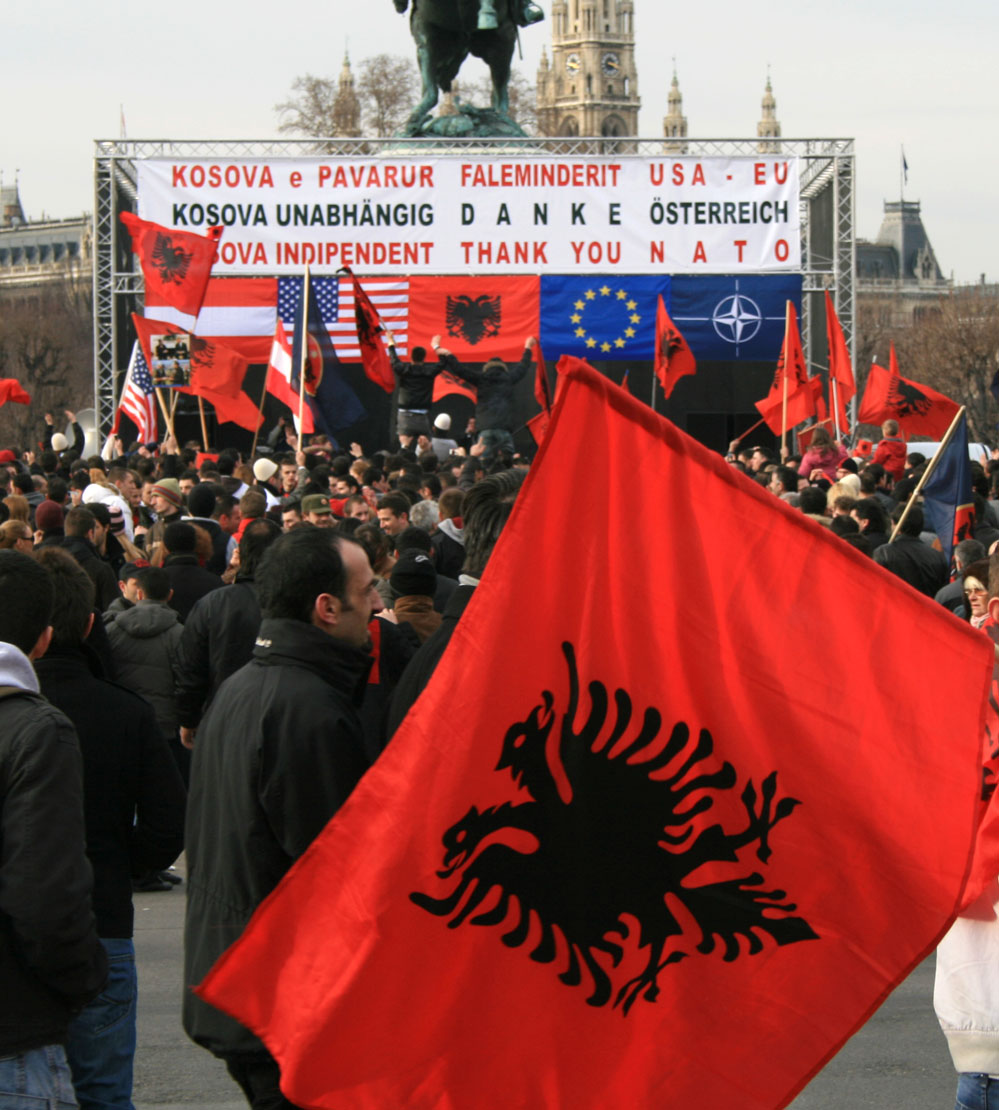
Fête de l’indépendance à Vienne.

Les négociations sur le statut du Kosovo entre les autorités serbes et kosovares sont demeurées dans l’impasse, les premières ne parlant que d’une large autonomie du Kosovo au sein de la Serbie, les secondes ne voulant que l’indépendance. La médiation « onusienne » et internationale n’est pas arrivée à trouver un terrain d’entente entre les parties, malgré la date butoir fixée au 10 décembre 2007. L’Union européenne et les États-Unis étaient favorables à l’indépendance de la province, alors que la Russie et la Serbie soutenaient que cette indépendance serait contraire au principe de l’unité territoriale de la Serbie et à la résolution 1244.
Le 25 janvier 2008, le secrétaire général de l’OTAN, Jaap de Hoop Scheffer, et le premier ministre kosovar Hashim Thaçi décident d’apporter une « solution coordonnée » au problème du Kosovo. Selon RIA Novosti, « les parties estiment d’un commun accord que le règlement de ce problème [devra] être dûment préparé et coordonné », le Premier ministre kosovar assurant que la sécurité de la minorité serbe sera garantie après l’indépendance. De son point de vue, la Russie considère qu’il n’existe toujours pas d’alternative raisonnable au règlement négocié de ce problème sous l’égide de l’ONU. Une proclamation unilatérale de l’indépendance violerait - selon elle - la Charte des Nations unies.
Le 17 février 2008, le parlement de la province, réuni en session extraordinaire, vote le texte présenté par le premier ministre Hashim Thaçi proclamant l'indépendance du Kosovo : « Nous proclamons l’indépendance du Kosovo, État indépendant et démocratique [...] À partir de maintenant, le Kosovo a changé de position politique, nous sommes désormais un État indépendant, libre et souverain. »
Le nouveau gouvernement de la république du Kosovo n'exerce toutefois pas un contrôle réel sur la partie nord du pays, les populations d'origine serbe étant majoritaires dans les municipalités de Zvečan, Zubin Potok et de Leposavić. Les Serbes du nord du Kosovo demandent leur rattachement à la Serbie.
Plusieurs États, dont certains des États membres de l'Union européenne, s'opposent - parfois par principe - à la reconnaissance de cette nouvelle république indépendante : la Grèce et la Bulgarie (ne souhaitant pas créer un autre État musulman sunnite[réf. nécessaire]), la Roumanie, la Slovaquie, Chypre, l'Espagne mais surtout la Russie (ne souhaitant pas créer un précédent d'un État pouvant unilatéralement se séparer d'un État reconnu[réf. nécessaire]).
Cependant, en droit international public, la reconnaissance d'un État étant l'acte unilatéral par lequel un État atteste l'existence à ses yeux de l'existence d'un autre État et s'engage à traiter cette situation suivant les règles que le droit international public y attache, il est malaisé de définir juridiquement l'existence d'un État indépendant.

### Galerie non exhaustive de dirigeants politiques depuis 2000
Présidence

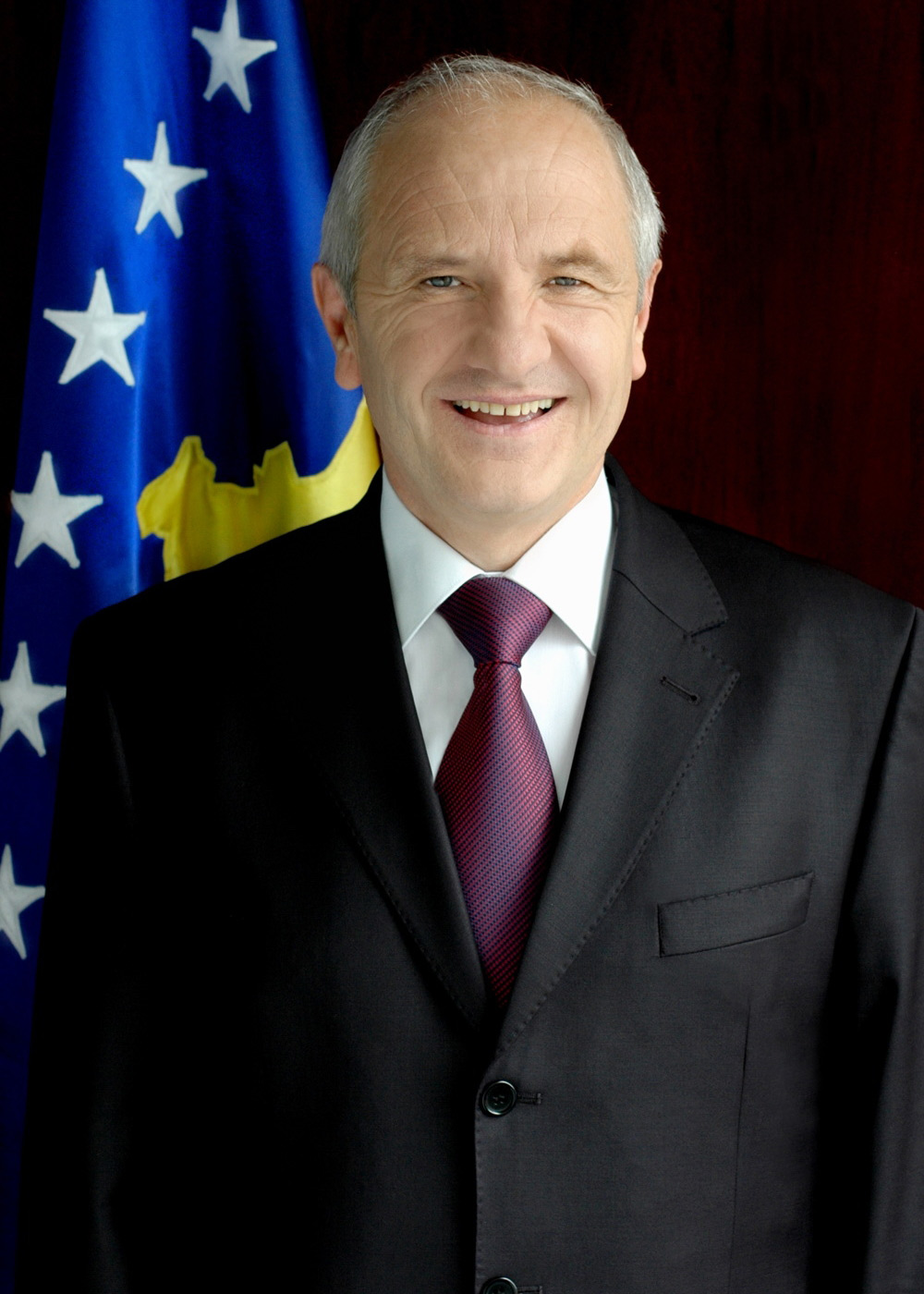
Fatmir Sejdiu 2008-2010
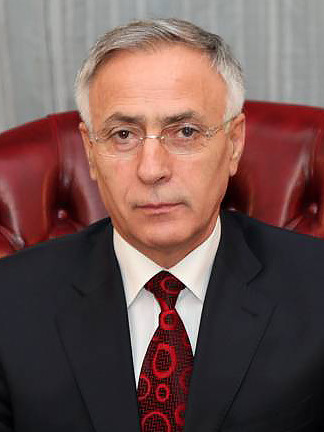
Jakup Krasniqi 2011
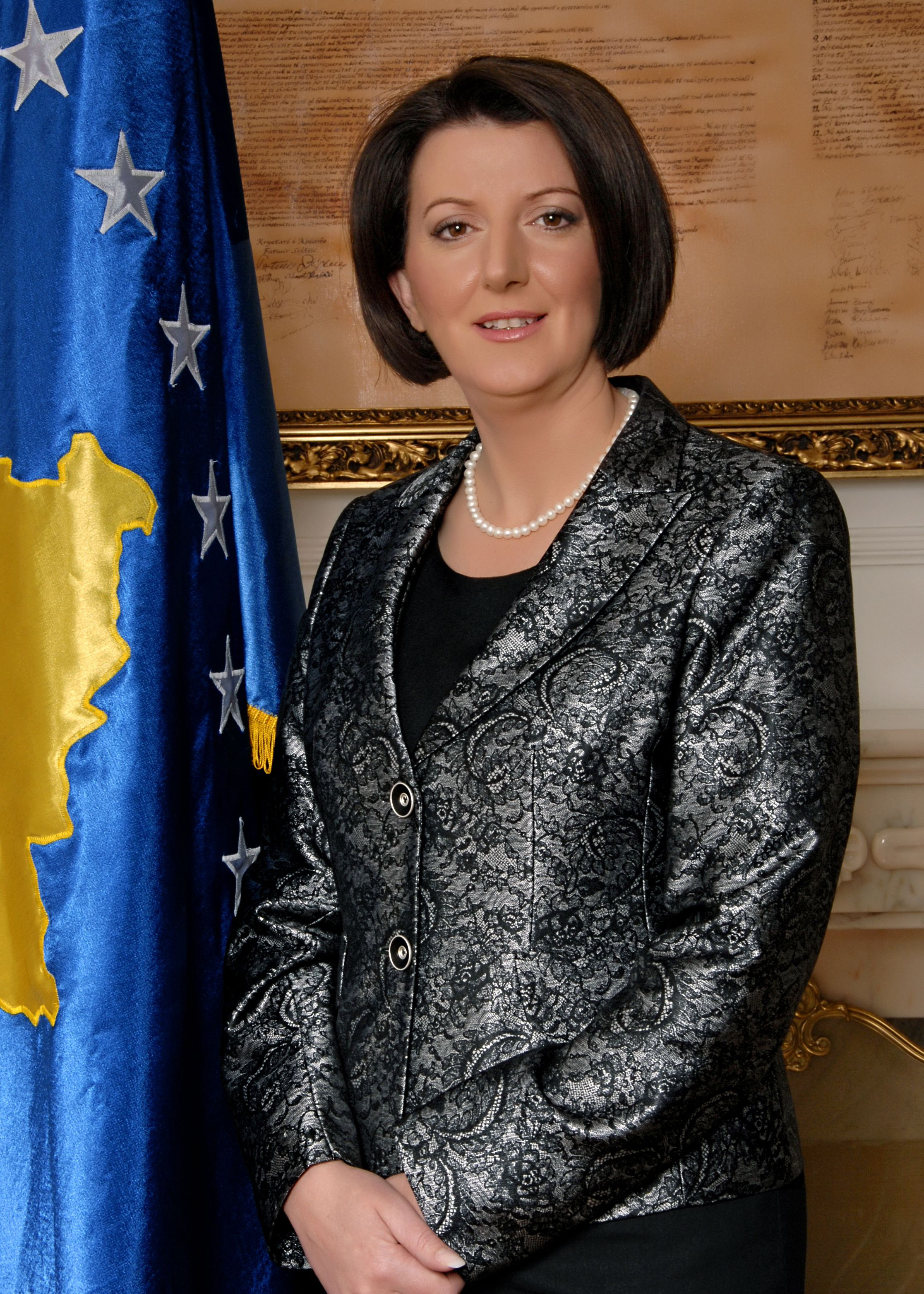
Atifete Jahjaga 2011-2016
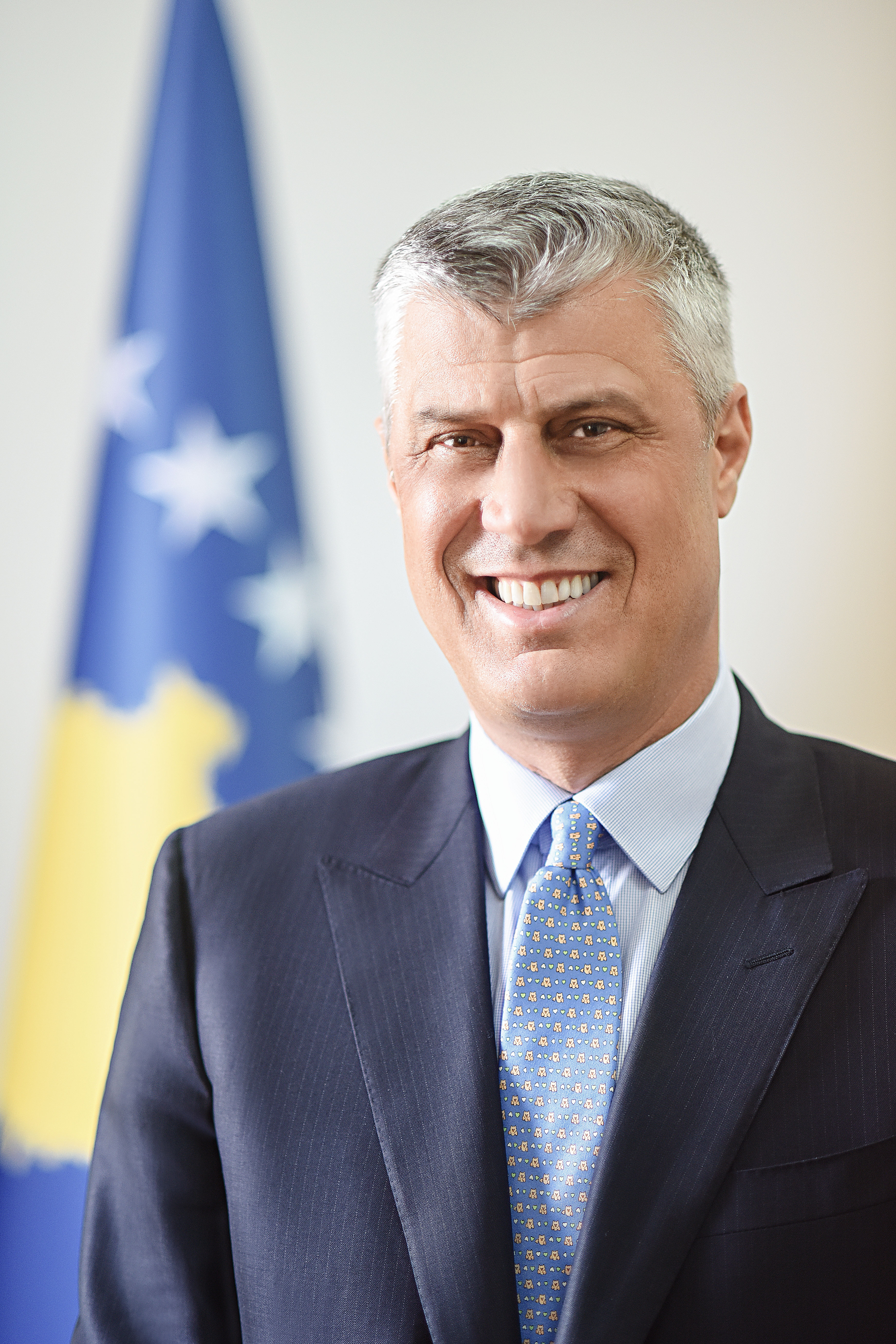
Hashim Thaçi 2016-2020
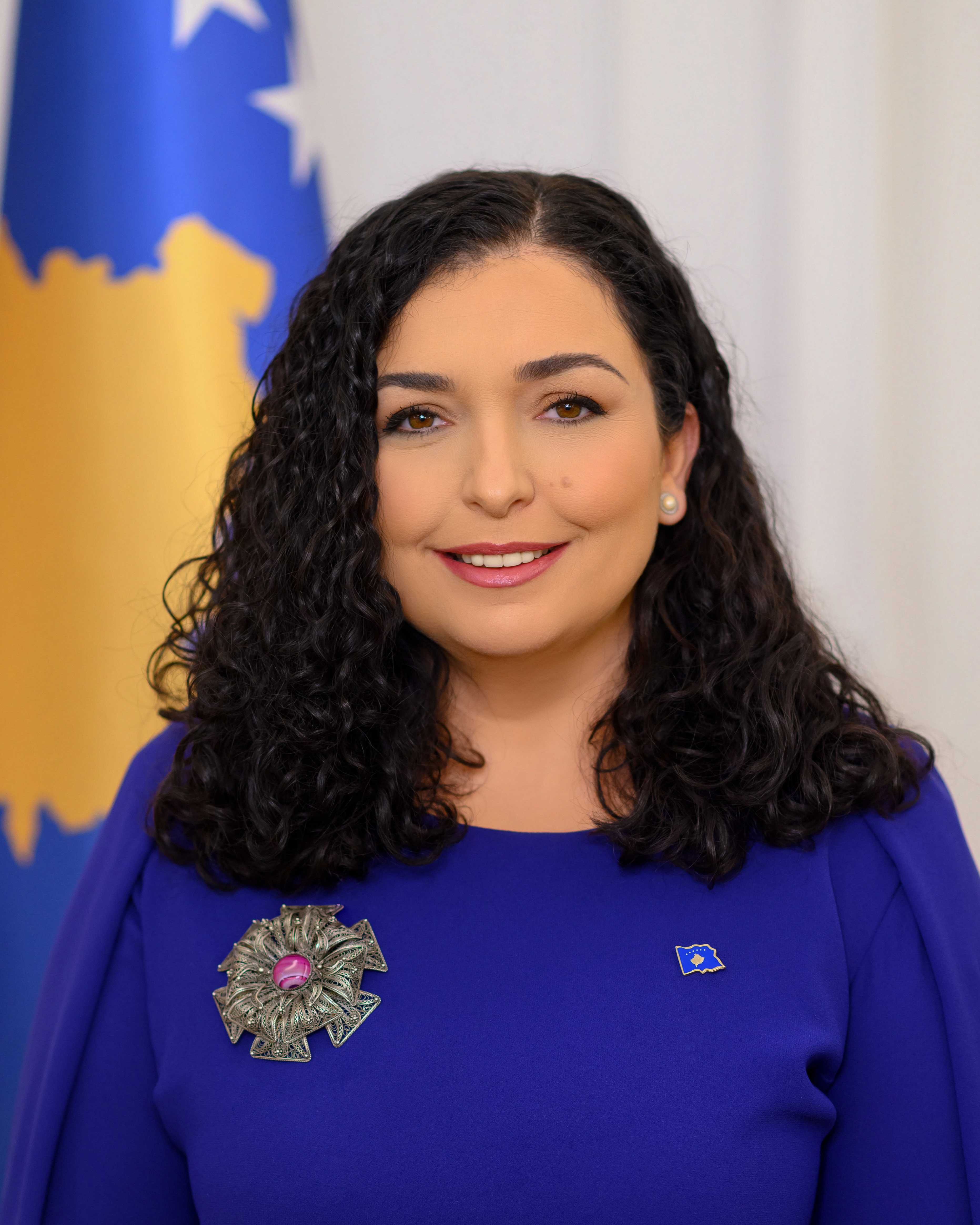
Vjosa Osmani 2021-présent

Gouvernement

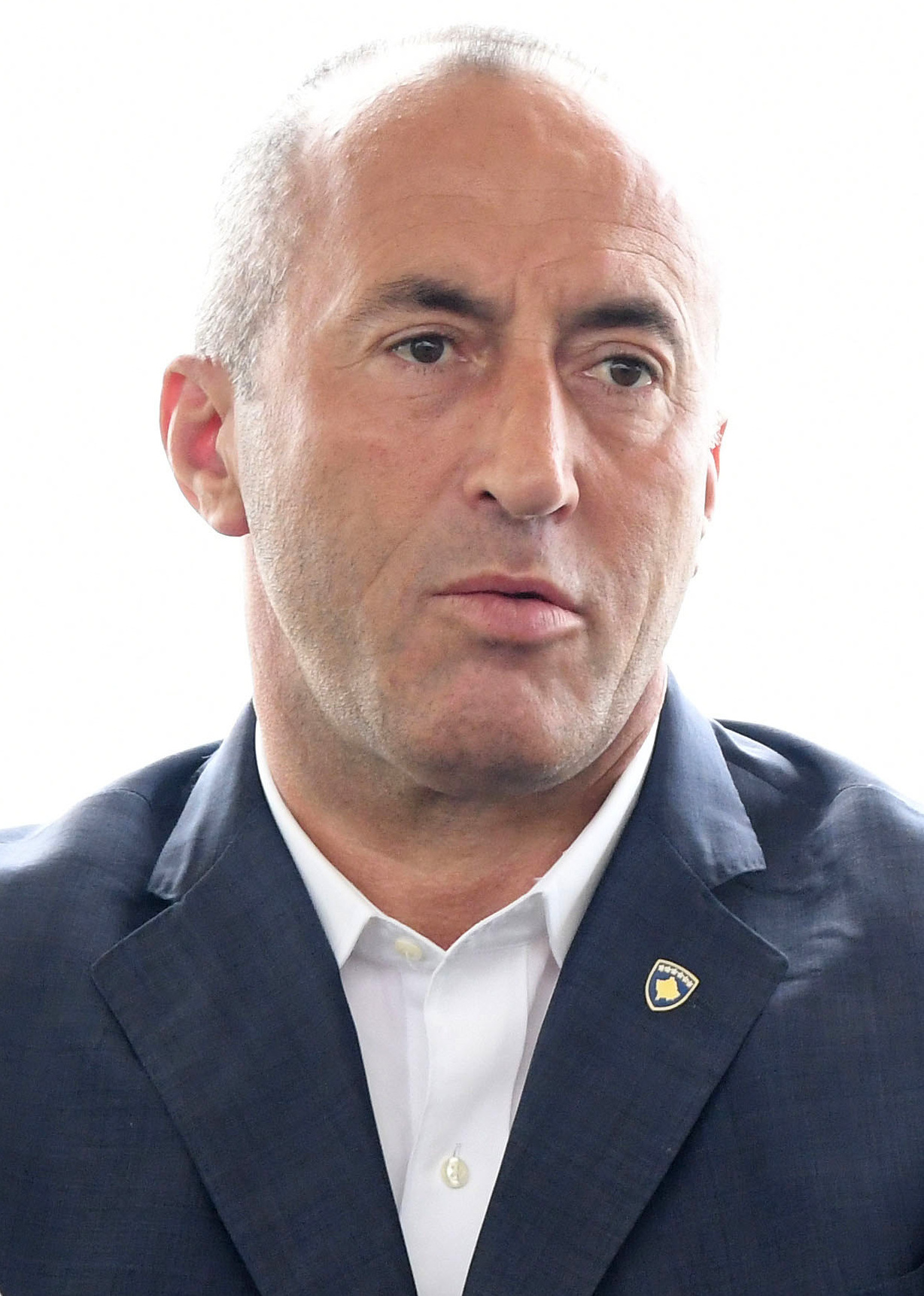
Ramush Haradinaj 2004-2005 2017-2020
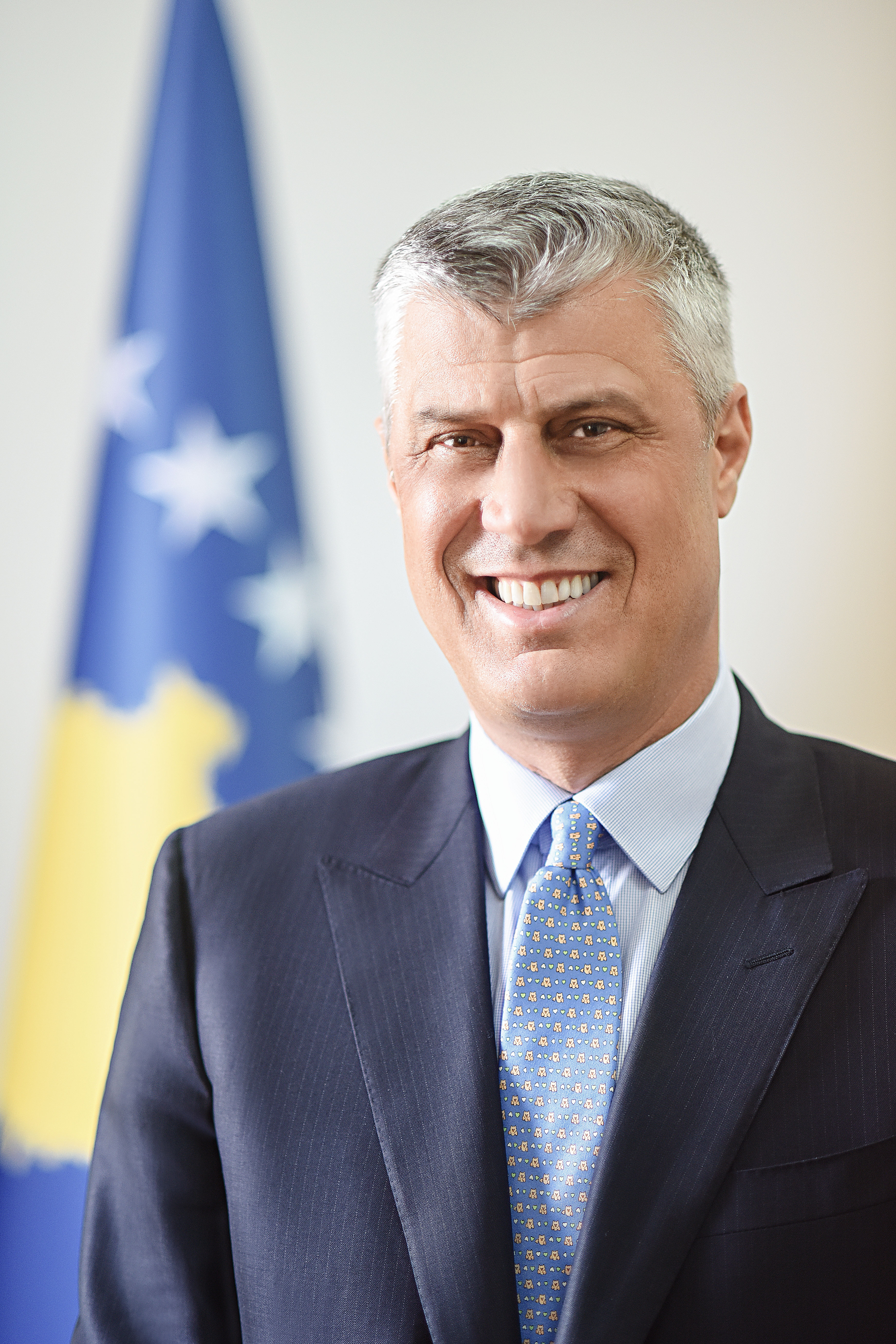
Hashim Thaçi 2008-2014
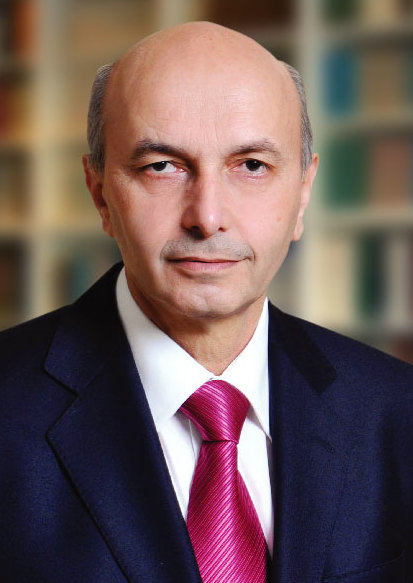
Isa Mustafa 2014-2017
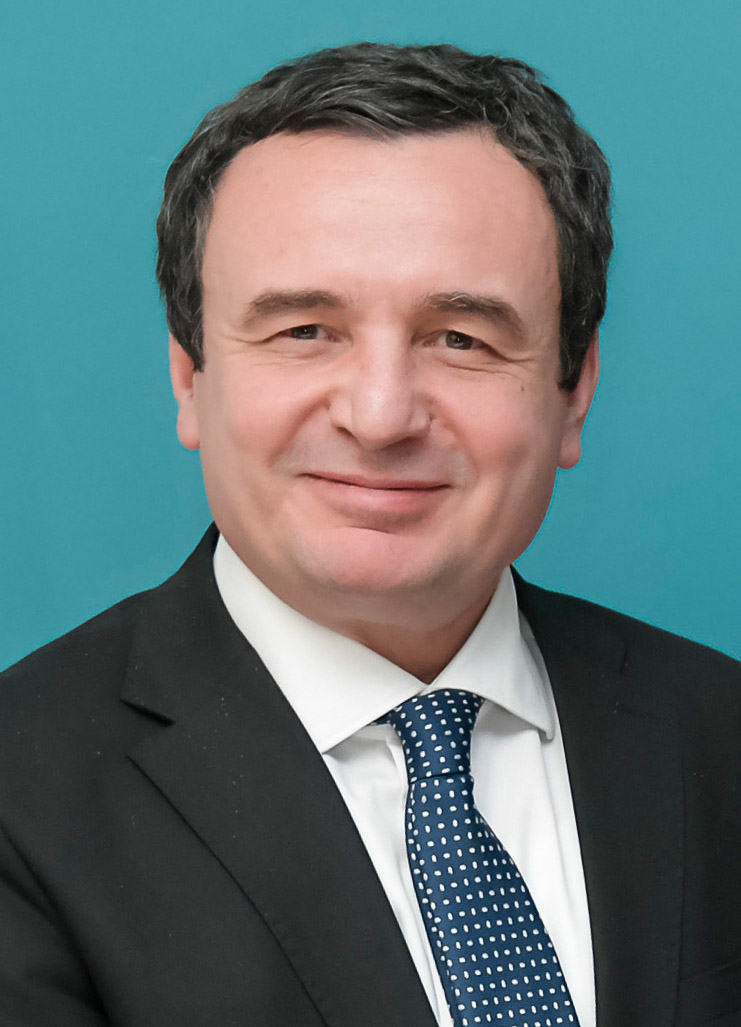
Albin Kurti 2021-présent